# Anne-Gaëlle Retout
Anne-Gaëlle Retout (née le 15 août 1980 à Caen) est une athlète française, spécialiste de la marche athlétique. 

## Biographie

### Palmarès
- Championnats de France d'athlétisme :
  - vainqueur du 10 000 m marche en 2012[1]
  - vainqueur du 20 km marche en 2008[2] et 2010

### Records
| Épreuve      | Performance     | Lieu      | Date          |
| ------------ | --------------- | --------- | ------------- |
| 20 km marche | 1 h 36 min 21 s | Podébrady | 10 avril 2010 |